# Joe Mullen
Joseph Patrick Mullen (* 26. února 1957) je bývalý americký hokejista, který hrával v National Hockey League a patří k nejúspěšnějším americkým hokejistům historie. Jeho bratr Brian rovněž hrával pravidelně v NHL.

## Hráčská kariéra

### Klubová kariéra
Před začátkem kariéry v NHL hrával za Boston College Eagles v univerzitní soutěži ECAC. Nebyl draftován, profesionální smlouvu podepsal v roce 1980 s týmem St. Louis Blues. První sezónu odehrál na farmě Salt Lake Golden Eagles v Central Hockey League, kde byl vyhlášen nováčkem roku. Pravidelně začal nastupovat v NHL v sezóně 1981/1982, udržoval si bodový průměr nad 1 bod na utkání. V roce 1986 byl vyměněn do Calgary Flames. Tam odehrál nejlepší roky své kariéry. Mimořádně se mu vydařila zejména sezóna 1988/1989, ve které vybojoval s klubem Stanley Cup, sám zaznamenal nejlepší osobní rekord ziskem 110 bodů, vyhrál +/- bodování ligy a byl zvolen do prvního All-Star týmu. Před sezónou 1990/1991 jej Calgary jako nepříliš perspektivního vyměnilo do Pittsburgh Penguins. Tam byl důležitou součástí týmu, který v letech 1991 a 1992 vybojoval Stanley Cup. S výjimkou ročníku 1995/1996, který odehrál v Bostonu, působil v Pittsburghu až do konce kariéry v roce 1997.

### Reprezentační kariéra
V reprezentaci USA debutoval na mistrovství světa 1979 v Moskvě. V roce 1980 po něm toužil trenér amerického týmu pro olympiádu 1980 Herb Brooks, Mullen však dal přednost profesionální smlouvě se St. Louis Blues a tak na olympiádě v Lake Placid nestartoval. Později hrál v reprezentaci USA na Kanadském poháru 1984, 1987 a 1991. Při poslední účasti se dostal s týmem do finále, kde podlehli Američané Kanadě. Již po ukončení klubové kariéry se nakrátko do národního týmu vrátil jako 42letý v roce 1999 na kvalifikaci pro mistrovství světa 1999 (Američané totiž na MS 1998 skončili až na 12. místě a museli odvracet hrozbu sestupu do B skupiny v kvalifikačním turnaji v době, kdy nebyli k dispozici hráči NHL (v týmu tehdy hrál také další veterán Neal Broten).

## Úspěchy a ocenění
Týmové
- držitel Stanley Cupu 1989 – Calgary Flames, 1991, 1992 – Pittsburgh Penguins

Individuální
- člen All-Star týmu ECAC (1977, 1979) a NCAA (1978, 1979)
- držitel Lady Byng Memorial Trophy 1987, 1989
- vítěz NHL Plus/Minus Award 1989
- držitel Lester Patrick Trophy 1995
- člen prvního All-Star týmu NHL 1989
- účastník NHL All-Star Game v letech 1989, 1990, 1994
- člen Hokejové síně slávy od roku 2000
- člen Síně slávy amerického hokeje

## Rekordy a pozoruhodné výkony
- první v USA narozený a vyrůstající hráč, který překonal hranice 1000 kanadských bodů a 500 gólů v kariéře, v době ukončení kariéry byl v obou statistikách nejlepším Američanem v historii

## Prvenství
- Debut v NHL – 11. dubna 1980 (St. Louis Blues proti Chicago Black Hawks)
- První asistence v NHL – 6. října 1981 St. Louis Blues proti Pittsburgh Penguins)
- První gól v NHL – 5. ledna 1982 (St. Louis Blues proti Minnesota North Stars, kanadskému brankáři Gilles Meloche)
- První hattrick v NHL – 20. března 1984 (St. Louis Blues proti Winnipeg Jets)

## Klubové statistiky
| Sezóna       | Klub                    | Soutěž       |       | Základní část | Základní část | Základní část | Základní část | Základní část |    | Play off | Play off | Play off | Play off | Play off |
| Sezóna       | Klub                    | Soutěž       | Z     | G             | A             | B             | TM            | Z             | G  | A        | B        | TM       |          |          |
| 1979–80      | Salt Lake Golden Eagles | CHL          | 75    | 40            | 32            | 72            | 21            | 13            | 9  | 11       | 20       | 0        |          |          |
| 1979–80      | St. Louis Blues         | NHL          | —     | —             | —             | —             | —             | 1             | 0  | 0        | 0        | 0        |          |          |
| 1980–81      | Salt Lake Golden Eagles | CHL          | 80    | 59            | 58            | 117           | 8             | 17            | 11 | 9        | 20       | 0        |          |          |
| 1981–82      | Salt Lake Golden Eagles | CHL          | 27    | 21            | 27            | 48            | 12            | —             | —  | —        | —        | —        |          |          |
| 1981–82      | St. Louis Blues         | NHL          | 45    | 25            | 34            | 59            | 4             | 10            | 7  | 11       | 18       | 4        |          |          |
| 1982–83      | St. Louis Blues         | NHL          | 49    | 17            | 30            | 47            | 6             | —             | —  | —        | —        | —        |          |          |
| 1983–84      | St. Louis Blues         | NHL          | 80    | 41            | 44            | 85            | 19            | 6             | 2  | 0        | 2        | 0        |          |          |
| 1984–85      | St. Louis Blues         | NHL          | 79    | 40            | 52            | 92            | 6             | 3             | 0  | 0        | 0        | 0        |          |          |
| 1985–86      | St. Louis Blues         | NHL          | 48    | 28            | 24            | 52            | 10            | —             | —  | —        | —        | —        |          |          |
| 1985–86      | Calgary Flames          | NHL          | 29    | 16            | 22            | 38            | 11            | 21            | 12 | 7        | 19       | 4        |          |          |
| 1986–87      | Calgary Flames          | NHL          | 79    | 47            | 40            | 87            | 14            | 6             | 2  | 1        | 3        | 0        |          |          |
| 1987–88      | Calgary Flames          | NHL          | 80    | 40            | 44            | 84            | 30            | 7             | 2  | 4        | 6        | 10       |          |          |
| 1988–89      | Calgary Flames          | NHL          | 79    | 51            | 59            | 110           | 16            | 21            | 16 | 8        | 24       | 4        |          |          |
| 1989–90      | Calgary Flames          | NHL          | 78    | 36            | 33            | 69            | 24            | 6             | 3  | 0        | 3        | 0        |          |          |
| 1990–91      | Pittsburgh Penguins     | NHL          | 47    | 17            | 22            | 39            | 6             | 22            | 8  | 9        | 17       | 4        |          |          |
| 1991–92      | Pittsburgh Penguins     | NHL          | 77    | 42            | 45            | 87            | 30            | 9             | 3  | 1        | 4        | 4        |          |          |
| 1992–93      | Pittsburgh Penguins     | NHL          | 72    | 33            | 37            | 70            | 14            | 12            | 4  | 2        | 6        | 6        |          |          |
| 1993–94      | Pittsburgh Penguins     | NHL          | 84    | 38            | 32            | 70            | 41            | 6             | 1  | 0        | 1        | 2        |          |          |
| 1994–95      | Pittsburgh Penguins     | NHL          | 45    | 16            | 21            | 37            | 6             | 12            | 0  | 3        | 3        | 4        |          |          |
| 1995–96      | Boston Bruins           | NHL          | 37    | 8             | 7             | 15            | 0             | —             | —  | —        | —        | —        |          |          |
| 1996–97      | Pittsburgh Penguins     | NHL          | 54    | 7             | 15            | 22            | 4             | 1             | 0  | 0        | 0        | 0        |          |          |
| Celkem v NHL | Celkem v NHL            | Celkem v NHL | 1,062 | 502           | 561           | 1,063         | 241           | 143           | 60 | 46       | 106      | 42       |          |          |

## Reprezentace
| Rok                       | Tým                       | Soutěž                    | Z  | G  | A  | B  | TM |
| ------------------------- | ------------------------- | ------------------------- | -- | -- | -- | -- | -- |
| 1979                      | USA                       | MS                        | 8  | 7  | 1  | 8  | 2  |
| 1984                      | USA                       | KP                        | 6  | 1  | 3  | 4  | 2  |
| 1987                      | USA                       | KP                        | 4  | 3  | 0  | 3  | 0  |
| 1991                      | USA                       | KP                        | 8  | 2  | 3  | 5  | 0  |
| 1999                      | USA                       | MS                        | 3  | 0  | 3  | 3  | 0  |
| Seniorská kariéra celkově | Seniorská kariéra celkově | Seniorská kariéra celkově | 29 | 13 | 10 | 23 | 4  |